# 宮代町町内循環バス

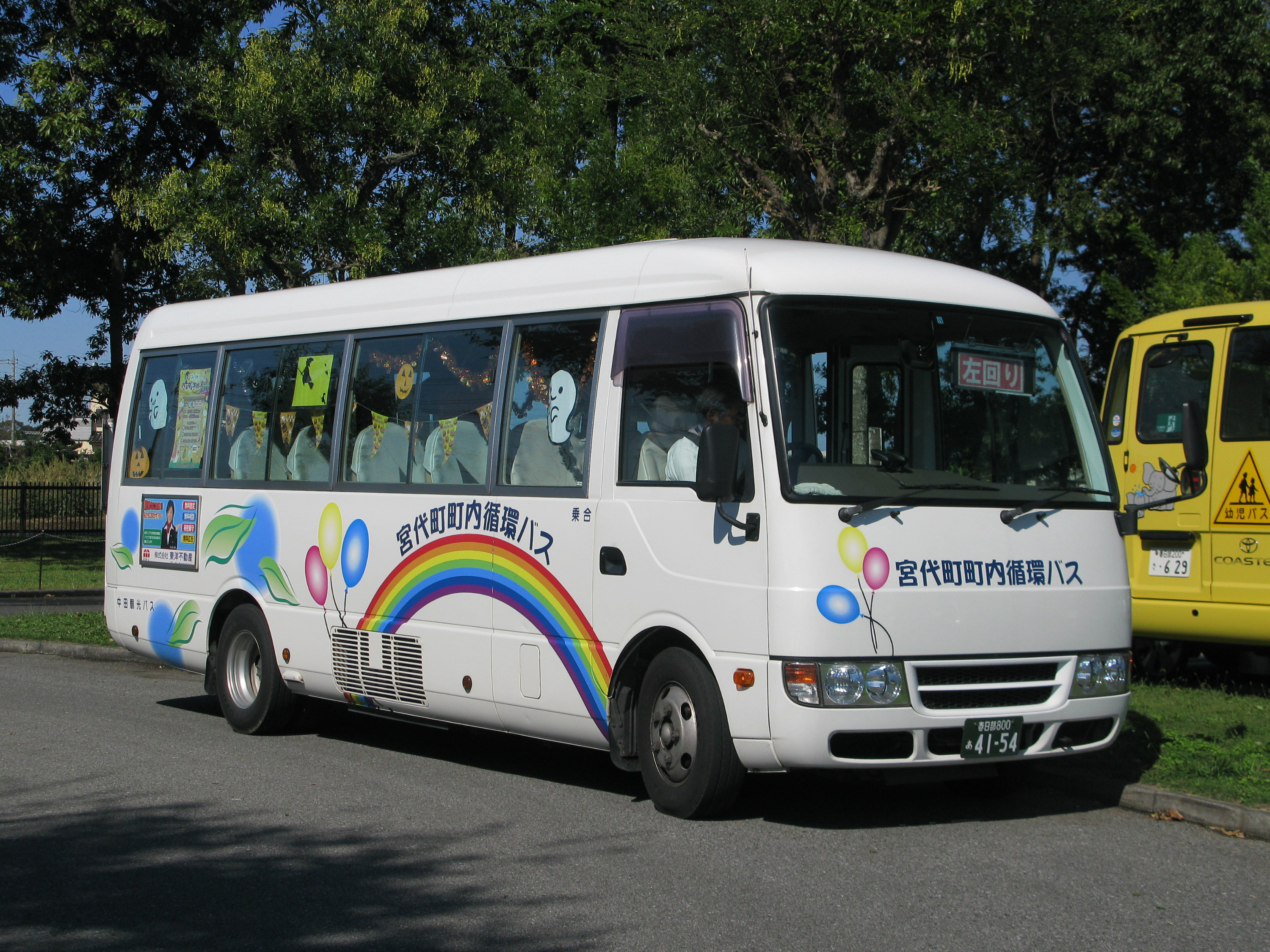
宮代町町内循環バス
宮代町総合運動公園にて

宮代町町内循環バス（みやしろまちちょうないじゅんかんバス）は、埼玉県南埼玉郡宮代町が運行するコミュニティバスである。朝日自動車（久喜営業所）へ運行を委託している（2023年3月までは中田商会へ委託）。

## 沿革
- 1990年（平成2年）度 - 福祉目的のバスとして運行開始。無償。2コース、車両1台、2便[4]。
- 1993年（平成5年）度 - 福祉目的に、町内公共施設の利用促進目的を加えたコミュニティバスとして運行開始。一部バス停の統廃合・経路変更。4便へ増便[4]。
- 2003年（平成15年）度 - 車両を2台へ増やし、一部バス停の統廃合・経路変更。2コース、10便（5便×2台）[4]。
- 2008年（平成20年）1月 - 有償化[4]。1回100円。
- 2009年（平成21年）1月4日 - ルート・時刻の変更[5]。
- 2014年（平成26年）4月 - 運行計画を見直し、1コース、2台、16便（8便×2台）[4]。
- 2018年（平成30年）4月 - ルート・時刻の変更[6]。
- 2023年（令和5年）4月 - ルート・時刻の一部変更。運行事業者を朝日自動車に変更。交通系ICカードへ対応[7]。

## 運賃・乗車券類
- 100円均一、小学校就学前の小人は無料。
- 障害者手帳を所持、または「要介護認定」及び「要支援認定」を受けている場合は本人と同伴介護者1名は無料。
- 14枚綴りの回数券(1,000円)・1日券(200円)がバス車内で販売されている。
- 交通系ICカードが利用可能（2023年4月より）。

## 現行路線
2018年（平成30年）4月1日より運行ルートが変更され、東武動物公園駅東口方面（百間2丁目・百間4丁目）を経由する便を新設。
- 西原自然の森 - 藤曽根 - 姫宮北団地北公園 - 東 - 姫宮南団地にじ公園 - 姫宮駅西口 - 川端3丁目 - 川端公民館 - 柚の木橋 - 中島 - 中須集会所 -〈百間4丁目 - 百間2丁目〉- 道仏 - 宮代2丁目 - 百間新道 - 保健センター前 - 新しい村 - 公設宮代福祉医療センター六花 - 宮代町役場 - 東武動物公園駅西口 - 本田1丁目 - 本田5丁目 - 日本工業大学入口 - 身代神社 - 須賀下 - 真蔵院 - 須賀上 - 国納保育園 - 国納集会所 - 宮代台中央公園 - 宮代台1丁目 - 和戸公民館入口 - 和戸駅 - 和戸公民館入口 - 和戸2丁目 - 沖の山 - 沖の後（すずき整形外科クリニック） - ぐるる宮代

## 過去の路線

### 2009年1月 - 2014年3月までのルート

#### 赤コース
- 公設宮代福祉医療センター六花 - 県立宮代特別支援学校 - ふれ愛センター - 西光院 - 姫宮駅西口 - 川端公民館 - 宮代2丁目 - 公設宮代福祉医療センター六花 - 宮代町役場 - 東武動物公園駅西口 - 日本工業大学前 - 和戸駅 - 桃山台 - 沖野後 - 宮代台中央公園 - 西条原 - 日本工業大学前 - 宮代町役場 - 公設宮代福祉医療センター六花
  - →方向が左回り、←方向が右回り
  - 月曜日・水曜日・金曜日・日曜日運行。

#### 青コース
- 公設宮代福祉医療センター六花 - 宮代町役場 - 東武動物公園駅西口 - 日本工業大学前 - 和戸駅 - 桃山台 - 沖野後 - 宮代台中央公園 - 須賀上 - 百閒2丁目 - 川端公民館 - 姫宮駅西口 - ふれ愛センター - 宮代2丁目 - 公設宮代福祉医療センター六花
  - →方向が左回り、←方向が右回り
  - 火曜日・木曜日・土曜日運行。

### 2014年4月 - 2018年3月までのルート
- 西原自然の森 - 藤曽根 - 姫宮北団地北公園 - 東 - 姫宮南団地にじ公園 - 姫宮駅西口 - 川端3丁目 - 川端公民館 - 柚の木橋 - 中島 - 中須集会所 - 道仏 - 宮代2丁目 - 百間新道 - 保健センター前 - 新しい村 - 公設宮代福祉医療センター六花 - 宮代町役場 - 東武動物公園駅西口 - 本田1丁目 - 本田5丁目 - 日本工業大学入口 - 身代神社 - 須賀下 - 真蔵院 - 須賀上 - 国納保育園 - 国納集会所 - 宮代台中央公園 - 宮代台1丁目 - 和戸公民館入口 - 和戸駅 - 和戸公民館入口 - 和戸2丁目 - 沖の山 - 沖の後（すずき整形外科クリニック） - ぐるる宮代

## 車両
朝日自動車の受託となった2023年4月からは、日野・ポンチョを使用。日野自動車エンジン不正問題に関連する車両販売停止のため、当初審議されていた新車導入が見込めなくなり、朝日自動車所有の中古車2台で運行する。
中田商会受託時は三菱・ローザ2台を使用。2018年4月1日から導入した新車両は前面上部に行先表示器を装備、2種の車両デザインは町内在住の小学4年 - 中学3年生の夏休みの自由課題として募集した中から選ばれた。